# Die grosse Entscheidungsshow 2016
Die grosse Entscheidungsshow 2016 ist der Schweizer Vorentscheid für den Eurovision Song Contest 2016. Die Sängerin Rykka gewann mit dem Lied The Last Of Our Kind.

## Format

### Konzept
Am 20. Juli 2015 gab die SRG SSR eine Teilnahme beim Eurovision Song Contest in Stockholm bekannt und veröffentlichte ihr Konzept für einen nationalen Vorentscheid. Das Finale soll am 13. Februar 2016 in der Bodensee-Arena in Kreuzlingen stattfinden. Organisiert wird die nationale Vorentscheidung von den schweizerischen Fernsehsendern SRF, RTR, RTS und RSI.

### Beitragswahl
SRF/RTR bestimmte seine 10 Interpreten durch eine Jury- und Internetabstimmung. Hierfür konnte man vom 28. September bis zum 26. Oktober 2015 ein Video auf der Plattform des Senders hochladen. RTS wählte seine Künstler und Lieder intern, RSI wählte seine Teilnehmer am 9. November 2015 durch eine regionale Vorausscheidung. Eine dreiköpfige Jury, bestehend aus Paolo Meneguzzi, Gabriel Broggini und Simone Tomassini traf dort die Entscheidung.
In einem Expertencheck, welcher am 6. Dezember 2015 in Zürich stattfand, präsentierten 19 Kandidaten ihr Lied vor einer Fachjury. Für das SRF und RTR traten 10, für RTS 6 und für RSI 3 Kandidaten an. Von diesen Kandidaten wählte die Jury 3 Kandidaten für SRF und RTR, zwei für RTS und einen für RSI. Der Expertencheck wurde im Internet auf srf.ch/eurovision übertragen.

## Teilnehmer

### Expertencheck
Am 24. November 2015 gaben die Sender ihre Teilnehmer bekannt. Elias Bertini, Nathalie, Gina von Glasow und Bella C hatten ihre Beiträge auch bei SRF eingereicht; ersterer nahm zudem bereits 2015 am Expertencheck teil. Patric Scott machte schon 2012 bei der Entscheidungsshow mit.
| Interpret                              | Lied Musik (M) und Text (T)                                    | Sender                    |
| -------------------------------------- | -------------------------------------------------------------- | ------------------------- |
| Erica Arnold                           | Ich bin ich M: Erica Arnold; T: Erica Arnold, Michael Hontheim | /                         |
| Evelyn Zangger                         | Have A Little Faith In Me                                      | /                         |
| Maika                                  | The Reason                                                     | /                         |
| Patric Scott feat. Abdullah Alhussainy | No Boundaries                                                  | /                         |
| Platzhirsch                            | Holz vor dr Hütta                                              | /                         |
| Rykka                                  | The Last Of Our Kind                                           | /                         |
| Samuel Tobias Klauser                  | Asking Me Why M/T: Samuel Tobias Klauser                       | /                         |
| Stanley Miller                         | Feel The Love M: William Luque; T: Natascia Da Prato           | /                         |
| Sunanda                                | Ooops!?!                                                       | /                         |
| Vincent Gross                          | Half A Smile M/T: Charlie Mason                                | /                         |
| Gina von Glasow                        | Left With An Idiot                                             | Radio Télévision Suisse   |
| Bella C                                | Another World                                                  | Radio Télévision Suisse   |
| Kaceo 1                                | Disque d’ or                                                   | Radio Télévision Suisse   |
| Loïc Schumacher                        | Génération demain M: Bryan Devleeschouwer; T: Loïc Schumacher  | Radio Télévision Suisse   |
| Stephanie Palazzo 1                    | Perché mi guardi così? M/T: Stéphanie Palazzo                  | Radio Télévision Suisse   |
| Stephanie Sandoz                       | Flashback                                                      | Radio Télévision Suisse   |
| Elias Bertini                          | Elephant M: Elias Bertini; T: Elias Bertini & Camila Koller    | Radiotelevisione Svizzera |
| Nathalie                               | Share Love M/T: Nathalie                                       | Radiotelevisione Svizzera |
| Theo                                   | Because Of You M/T: Theo                                       | Radiotelevisione Svizzera |

 Kandidat hat sich für das Finale qualifiziert

### Finale

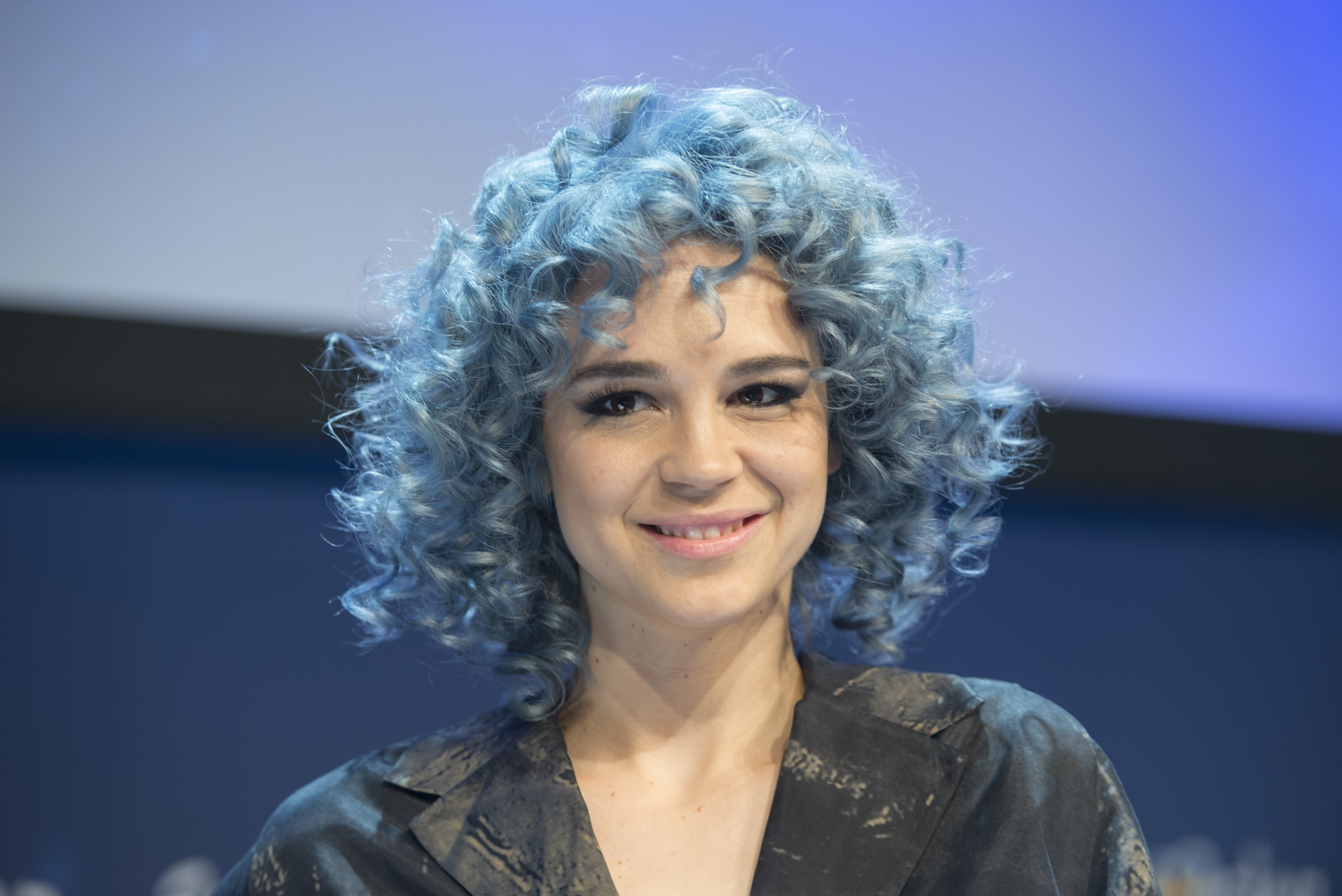
Die Gewinnerin der schweizerischen Vorentscheidung: Rykka

Im Finale am 13. Februar 2016 stellten die sechs Interpreten ihr eigenes Lied und in der zweiten Runde eine Coverversion eines zuvor ausgewählten Liedes vor. Die Zuschauer (50 %) und eine Fachjury (50 %) bestimmten im Anschluss Rykka als die Interpretin, die die Schweiz beim Eurovision Song Contest vertritt.
| Platz | Startnr. | Interpret      | Lied Musik (M) und Text (T)                                                                             | Cover                                                        | Sender                    |
| ----- | -------- | -------------- | --- | ------------------------------------------------------------ | ------------------------- |
| 1.    | 5        | Rykka          | The Last Of Our Kind M/T: Christina Maria Rieder, Mike James, Jeff Dawson, Warne Livesey                | Love Me like You Do (Originalinterpret: Ellie Goulding)      | /                         |
| 2.    | 2        | Bella C        | Another World M/T: Ricardo Sanz, Steven Parry, Borislava Panosetti                                      | Empire State of Mind (Originalinterpret: Alicia Keys)        | Radio Télévision Suisse   |
| 3.    | 1        | Vincent Gross  | Half a Smile M/T: Charlie Mason                                                                         | Astronaut (Originalinterpret: Sido)                          | /                         |
| 4.    | 6        | Stanley Miller | Feel The Love M/T: William Luque, Natascia Da Prato                                                     | Hello (Originalinterpret: Adele)                             | /                         |
| 5.    | 4        | Theo           | Because Of You M/T: Matteo Rossi                                                                        | Photograph (Originalinterpret: Ed Sheeran)                   | Radiotelevisione Svizzera |
| 6.    | 3        | Kaceo          | Disque d'Or M/T: Nicolas Vivier, Karim Maghraoui, Luis Pisconte, Florian Casarsa, Quentin Mathieu, Oxsa | Video Killed the Radio Star (Originalinterpret: The Buggles) | Radio Télévision Suisse   |